# 名張市コミュニティバス
名張市コミュニティバス（なばりしコミュニティバス）は、三重県名張市のコミュニティバスである。三重交通に委託運行する路線と自家用自動車で運行する路線がある。

## 概要
「名張市人にやさしい移動手段検討委員会」により、ルートおよび車両の検討が行われ、名張市内の各地区で運行協議会および運営審議会が運営するコミュニティバスが運行されている。なお、このコミュニティバスは地域ぐるみでバスを維持するために、運行を支援する「協賛事業者」を募集している。なお、2022年時点で三重交通のBUS VISIONには対応していない。

## 路線
以下の6路線を運行している。なお、各路線とも土曜・日曜・祝日と年末年始（12月29日 - 翌年1月3日）はすべて運休する。また、運賃は路線ごとに異なるが、現金以外で乗車することはできない（※回数券は「ほっとバス錦」のみ取扱い）。

### ナッキー号
- 正式名称：市街地循環型コミュニティバス「ナッキー号」
- 運行主体：名張市[2]
- 運行開始：2005年（平成17年）10月[2]
- 運行車両：57人乗りノンステップバス 1台[2]
- バス運賃：1乗車につき100円[2]（※「小学生または中学生が通学のために乗車する場合」と6歳未満の乗車および障害者手帳をお持ちの方は無料[3]）

運行経路
- 名張駅西口 → 松崎町 → 名張高校西 → 名張の湯・とれたて名張交流館 → 名張市役所 → 桔梗が丘駅前 → 東山墓園ふれあいの森前 → MEGAドンキUNY名張店 → 二番町 → 桔梗が丘駅前 → 名張市役所 → 市立病院 → 図書館 → 名張駅西口 → 名張市青少年センター前 → イオン前 → 国道瀬古口 → 名張駅西口

### あららぎ号
- 正式名称：国津コミュニティバス「あららぎ号」
- 運行主体：国津コミュニティバスあららぎ号運行協議会[4]
- 運行開始：2004年（平成16年）9月[4]
- 運行車両：10人乗りワゴン車 1台[4]
- バス運賃：変動制（※6歳未満の乗車および障害者手帳をお持ちの方は無料[3]。なお、200円区間は「小学生または中学生が通学のために乗車する場合」も無料となる）

運行経路
循環線
- 工房前（国津園前） - ゴルフ場前 - 布生下出 - 庵バス停 - 工房前（国津園前） - 保育所小学校前 - 奈垣ポンプ庫 - つつじが丘バス回転場

名張駅線
- つつじヶ丘バス回転場 - 奈垣ポンプ庫 - 保育所小学校前 - 工房前（国津園前） - ゴルフ場前 - 布生下出 - 庵バス停 - 夏見 - 名張駅前

お買い物線
- 工房前（国津園前） - ゴルフ場前 - 木平集会所 - ゴルフ場前 - 布生下出 - 庵バス停 - 工房前（国津園前） - 保育所小学校前 - 奈垣ポンプ庫 - 奈垣国津神社前 - 奈垣ポンプ庫 - つつじが丘バス回転場 - スーパーヤオヒコ - つつじが丘小学校前

一部の便への乗車および一部の停留所での乗り降りは予約が必要となる。

### ほっとバス錦
- 正式名称：錦生（）コミュニティバス「ほっとバス錦」
- 運行主体：ほっとバス錦運営協議会[6]
- 運行開始：2008年（平成20年）4月[6]
- 運行車両：13人乗りバス 1台[6]
- バス運賃：変動制（※「小学生が通学するために乗車する場合」・「総合福祉センターふれあい 利用許可証」の所持者[注 1]と未就学児および障害者手帳をお持ちの方は無料）

運行経路
- 名張市役所前 - 名張の湯・とれたて名張交流館 - 名張駅東口 - （ふれあい - ）松崎町 - イオン前 - 下黒田 - （ビバホーム前 - ）上黒田 - ふるさとパーク（郷土資料館前） - 小屋出 - 秋葉神社前 - 白山神社前 - 大和龍口

［小屋出 - 大和龍口］間はフリー乗降区間。
「ふれあい」は水曜に1往復のみ、「ビバホーム前」は始発停留所を10時以降に発車する便のみ経由。

### コモコモ号
- 正式名称：薦原（）コミュニティバス「コモコモ号」
- 運行主体：薦原コミュニティバス運営委員会[8]
- 運行開始：2008年（平成20年）7月[8]
- 運行車両：39人乗りバス 1台[8]
- バス運賃：1乗車につき100円[8]（※未就学児および障害者手帳をお持ちの方は無料[3]）

運行経路
葛尾コース（※月曜・水曜・木曜運転。水曜は1往復を増発）
- 桔梗が丘駅前 - 中学校前 - オークワ前 - はなの里 - 薦原公園 - 薦原市民センター前 - 薦生 - 家野 - 葛尾 - 葛尾公民館前

鵜山コース（※火曜・金曜運転。金曜は1往復を増発）
- 桔梗が丘駅前 - 中学校前 - オークワ前 - はなの里 - 西田原公民館 - 鵜山東 - 鵜山

### みどり号
- 正式名称：緑が丘コミュニティバス「みどり号」
- 運行主体：緑が丘コミュニティバス運営協議会[10]
- 運行開始：2009年（平成21年）4月[10]
- 運行車両：57人乗りバス 1台[10]
- バス運賃：1乗車につき120円[10]（※未就学児および障害者手帳をお持ちの方は無料[3]）

運行経路
- 桔梗が丘駅前 - 中央東口 - 集会所前 - ひだまり前 - ぎゅーとら前 - 武道交流館いきいき - 桔梗が丘駅前

北回りは「→」方向、南回りは「←」方向で運行する。

### はたっこ号
- 正式名称：美旗地域コミュニティバス「はたっこ号」
- 運行主体：美旗地域コミュニティバス運営審議会[11]
- 運行開始：2012年（平成24年）4月[11]
- 運行車両：40人乗りバス 1台[11]
- バス運賃：1乗車につき大人200円、小学生100円[11]（※未就学児および障害者手帳をお持ちの方は無料[3]）

運行経路
西ルート
- 近鉄桔梗が丘駅東口 - オークワ西原店前 - 美旗市民センター - エクセル入口 - 美旗駅西口 - きじが台地区市民センター - 美旗郵便局前 - 庚申さん前 - 長楽寺 - 三交田原 - うぐいす台 - 南古山

東ルート
- 近鉄桔梗が丘駅東口 - オークワ西原店前 - エクセル入口 - きじが台地区市民センター - 美旗郵便局前 - エクセル入口 - 美旗市民センター - みはた虹の丘保育園前 - 新田公民館前 - 美旗中村公民館前 - 池の台第3公園 - 近鉄桔梗が丘駅東口

## 車両

### 現在の車両
- いすゞ・エルガミオ（ワンステップバス）
- 日野・リエッセ
- トヨタ・ハイエース

ほか

### 過去の車両
- 三菱ふそう・エアロミディ（ノンステップバス）[注 2]

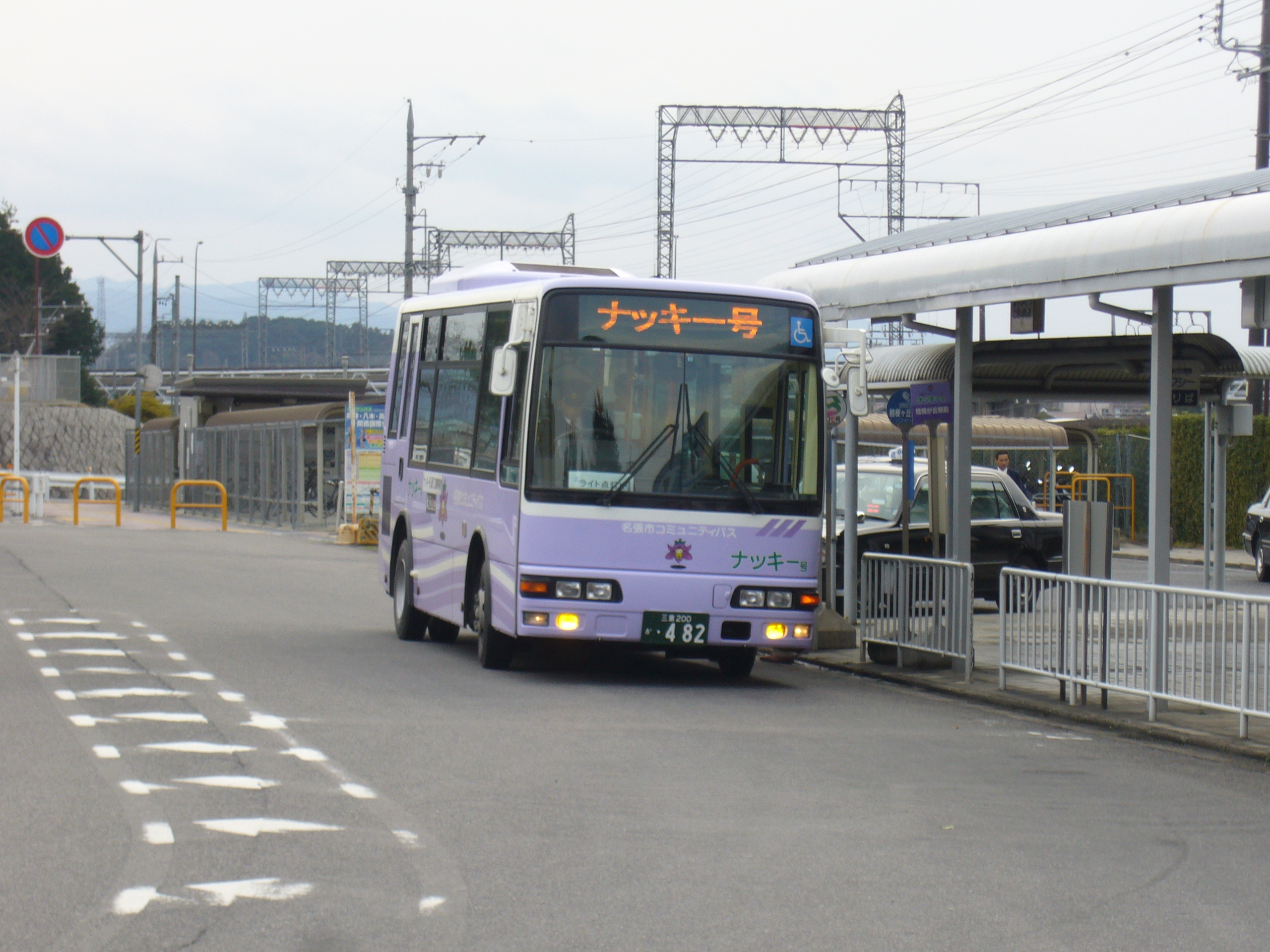
「ナッキー号」に使用していた車両（※2020年に転属したため、現存しない）